# Luis Ortiz (strzelec)
Luis Carlos Ortiz (ur. 12 stycznia 1951) – kolumbijski strzelec, olimpijczyk, medalista imprez rangi kontynentalnej.

## Kariera
Specjalizował się w strzelaniach z pistoletu. Uczestniczył w Letnich Igrzyskach Olimpijskich 1984, startując wyłącznie w pistolecie dowolnym z 50 m. Uplasował się na 38. pozycji wśród 56 zawodników.
Medalista imprez rangi kontynentalnej. W 1983 roku zdobył brązowy medal igrzysk panamerykańskich w pistolecie pneumatycznym z 10 m, przegrywając wyłącznie z Peruwiańczykiem Carlosem Horą i Amerykaninem Donem Nygordem. Indywidualnie 3 razy plasował się wśród 8 najlepszych zawodników mistrzostw Ameryki – w 1977 roku zajął 7. miejsce w pistolecie pneumatycznym z 10 m i pistolecie dowolnym z 50 m. W pierwszej z tych konkurencji osiągnął 8. wynik w 1985 roku. Wywalczył 4 srebrne medale igrzysk Ameryki Środkowej i Karaibów – wszystkie w zawodach drużynowych.

## Wyniki

### Igrzyska olimpijskie
| Igrzyska         | Konkurencja            | Wynik                        | Miejsce | Źródło |
| ---------------- | ---------------------- | ---------------------------- | ------- | ------ |
| Los Angeles 1984 | Pistolet dowolny, 50 m | 535 pkt. (86–87–91–89–91–91) | 38      | [ 1 ]  |